# Дудка Григорій
Дудка Григорій (1897.10.01, с. Зеленьки, тепер Канівського р-ну Київської обл. — 24.07.1976, Нью-Йорк) — учасник бою під Крутами в складі 1-ї Української військової школи ім. Б. Хмельницького. Утримувач однієї з головних конспіративних квартир Крайового Проводу ОУН в м. Дніпропетровськ (1943). Багаторічний фінансовий референт Організації оборони чотирьох свобід України в США. Член-засновник і довголітній директор Федеральної кредитової кооперативи «Самопоміч» у Нью-Йорку. Помер на 78 році життя, після довгої, важкої недуги. Похований на українському православному цвинтарі у Баунд-Брук.

## Твори
- Дудка Г. З спогадів про Крути // Вістник» ООЧСУ, ч. 1 (99), 1957.